# Beder-Malling
Beder-Malling ist eine dänische Satellitenstadt im südlichen Teil der Aarhus Kommune und gehört zur Region Midtjylland. Sie hat  9228 Einwohner (Stand 1. Januar 2023) und liegt etwa 15 Kilometer südlich vom Zentrum von Aarhus.
Die beiden Städte Beder und Malling werden seit 1. Januar 2013 als gemeinsame Stadt in der Statistik Dänemarks geführt.
Die zusammengeschlossene Gemeinde hatte am 1. Januar 2017 9790 Einwohner.